# Joursac
Joursac – miejscowość i gmina we Francji, w regionie Owernia-Rodan-Alpy, w departamencie Cantal.
Według danych na rok 1990 gminę zamieszkiwały 193 osoby, a gęstość zaludnienia wynosiła 9 osób/km² (wśród 1310 gmin Owernii Joursac plasuje się na 656. miejscu pod względem liczby ludności, natomiast pod względem powierzchni na miejscu 407.).